# K League 1992
La Liga de Fútbol Profesional de Corea 1992 fue la 10.ª temporada de la K League. Contó con la participación de seis equipos. El torneo comenzó el 28 de marzo y terminó el 21 de noviembre de 1992.
El campeón fue POSCO Atoms. Por otra parte, salió subcampeón Ilhwa Chunma.

## Reglamento de juego
El torneo se disputó en un formato de todos contra todos a triple ida y vuelta, de manera tal que cada equipo debió jugar tres partidos de local y tres de visitante contra sus otros cinco contrincantes. Una victoria se puntuaba con dos unidades, mientras que el empate valía un punto y la derrota, ninguno.
Para desempatar se utilizaron los siguientes criterios:
1. Puntos
2. Diferencia de goles
3. Goles anotados
4. Resultados entre los equipos en cuestión

## Tabla de posiciones
| Pos. | Equipo           | Pts. | PJ | G  | E  | P  | GF | GC | Dif. | Clasificación |
| ---- | ---------------- | ---- | -- | -- | -- | -- | -- | -- | ---- | ------------- |
| 1    | POSCO Atoms (C)  | 48   | 30 | 13 | 9  | 8  | 32 | 28 | +4   | Campeón       |
| 2    | Ilhwa Chunma     | 44   | 30 | 10 | 14 | 6  | 27 | 21 | +6   |               |
| 3    | Hyundai Horang-i | 45   | 30 | 13 | 6  | 11 | 38 | 31 | +7   |               |
| 4    | LG Cheetahs      | 37   | 30 | 8  | 13 | 9  | 30 | 35 | −5   |               |
| 5    | Daewoo Royals    | 35   | 30 | 7  | 14 | 9  | 26 | 33 | −7   |               |
| 6    | Yukong Elephants | 29   | 30 | 7  | 8  | 15 | 33 | 38 | −5   |               |

 Fuente: South Korea 1992

## Campeón
|                                 |
|                                 |
| Campeón POSCO Atoms 3.er título |